# Cộng hòa Xã hội chủ nghĩa Xô viết tự trị Gorno-Altai
Cộng hòa Xã hội chủ nghĩa Xô viết Tự trị Gorno-Altai là một nước Cộng hòa Xã hội chủ nghĩa Xô viết Tự trị trong Liên bang Xô viết. Nó được nâng lên từ Tỉnh Tự trị Gorno-Altai. Cộng hòa Xã hội chủ nghĩa Xô viết Tự trị Gorno-Altai được thành lập vào năm cuối cùng của Liên Xô và được coi là thời kì trung gian giữa Tỉnh Tự trị Gorno-Altai và chế độ Cộng hòa tự trị ở Altai sau này.
Năm 1992, Cộng hòa Xã hội chủ nghĩa Xô viết Tự trị Gorno-Altai được đổi tên thành Cộng hòa Altai trong Liên bang Nga.